# Бели-Искыр
Бели-Искыр (болг. Бели Искър) — село в Болгарии. Находится в Софийской области, входит в общину Самоков. Население составляет 672 человека.

## Политическая ситуация
В местном кметстве Бели Искър, в состав которого входит Бели-Искыр, должность кмета (старосты) исполняет Крум Стоянов Георгиев (Болгарская социалистическая партия (БСП)) по результатам выборов.
Кмет (мэр) общины Самоков — Ангел Симеонов Николов (Болгарская социалистическая партия (БСП)) по результатам выборов.